# Verrucachernes montigenus
Verrucachernes montigenus är en spindeldjursart som beskrevs av Beier 1965. Verrucachernes montigenus ingår i släktet Verrucachernes och familjen blindklokrypare. Inga underarter finns listade i Catalogue of Life.